# William Harris Ashmead

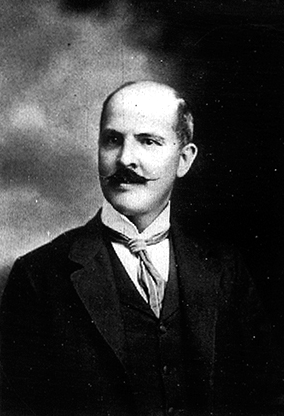
William Harris Ashmead

William Harris Ashmead (Philadelphia, 19 september 1855 - Washington DC, 17 oktober 1908) was een Amerikaanse entomoloog. Hij was een taxonoom die vele geslachten van insecten beschreef. Daarnaast heeft hij tal van nieuwe soorten beschreven.

## Biografie
Ashmead was de zoon van Albert Sydney Ashmead (1829-1916) en Elizabeth Ashmead (1823-1910). Na zijn studie werkte Ashmead voor de uitgever JB Lippincott Co. Nadien verhuisde hij naar Florida. Daar richtte Ashmead zijn eigen uitgeverij op die gespecialiseerd was in uitgaven over de landbouw. Als uitgever lanceerde hij onder andere het weekblad Florida Dispatch dat voornamelijk gewijd was aan insectenplagen. Ashmead trouwde in 1878 in Jacksonville met Marriet Louisa Douglas Holmes (1860-1926). Met haar kreeg hij een dochter. In 1879 schreef Ashmead zijn eerste wetenschappelijke paper en acht jaar later ging hij als entomoloog werken voor het ministerie van Landbouw in de staat Florida. In 1888 werkte hij als entomoloog op het Agricultural Research Station in Lake City. Het jaar daarop ging Ashmead weer werken voor het ministerie van Landbouw. Twee jaar lang reisde hij naar het buitenland om zijn kennis op het gebied van de entomologie uit te breiden. In 1895 werd Ashmead assistent-conservator op de afdeling entomologie van het National Museum of Natural History. Hij bleef deze positie bekleden tot aan zijn dood.

## Publicaties
- Boeken (selectie):
- Monograph of the North American Proctotrypidae. (Bulletin of the US National Museum, no. 45) Washington: US GPO, 1893.
- Descriptions of New genera and species of Hymenoptera from the Philippine Islands. (Proceedings of the US National Museum, no. 29) Washington: US GPO, 1904.

- Artikels over de orde van vliesvleugeligen (selectie):
- "Studies on the North American Proctotrupidae, with descriptions of new species from Florida." Entomol. Am. 3: 73-76, 97-100, 117-119 (1887).
- "Descriptions of some new genera and species of Canadian Proctotrupidae." Can. Entomol.  20: 48-55 (1888).
- "Description of a new genus and new species of proctotrypid bred by Mr F.W. Urich from an embiid." J. Trin. Fld. Nat. Club 2: 264-266 (1895).
- "The phylogeny of the Hymenoptera". Proc. Ent. soc. Washington, III: 326-336 (1896).
- "Classification of the pointed-tailed wasps, or the superfamily Proctotrypoidea.-III." J. N. Y. Entomol. Soc. 11: 86-99 (1903).
- "Descriptions of new Hymenoptera from Japan-1." J. N. Y. Entomol. Soc. 12: 65-84 (1904).

- CiNii: DA14418749
- Gemeinsame Normdatei: 1157673457
- International Standard Name Identifier: 0000 0000 8352 9110
- Library of Congress Control Number: no99058438
- Nederlandse Thesaurus van Auteursnamen: 115741186
- Réseau des bibliothèques de Suisse occidentale: 02-A011926227
- SNAC: w6n347ks
- Système universitaire de documentation: 085723592
- Museum of New Zealand Te Papa Tongarewa: 65683
- Virtual International Authority File: 5308099
- WorldCat: E39PBJt44XjjT6WpR84xqRMkjC